# 横浜市立阿久和小学校
横浜市立阿久和小学校（よこはましりつ あくわしょうがっこう）は、かつて神奈川県横浜市瀬谷区阿久和南4丁目に存在した公立小学校。

## 沿革
- 1982年（昭和57年）4月1日 - 開校。
- 2024年（令和6年）3月 - 横浜市立いずみ野小学校との統合によって廃校。統合後は旧いずみ野小学校の校舎を活用し、新たに横浜市立いずみ野小学校が開校した。[1][2]

## 学校目標
～みんなかがやけ、あくわっ子～
- あいさつから 輪を広げる子（徳・公・開）
- 工夫して 学び続ける子（知）
- わたしもあなたも 命を大切にする子（体）

## 通学区域と進学先中学校
出典

### 学区
- 阿久和南4丁目（8番地・9番地・11番地）

### 進学先中学校
- 横浜市立いずみ野中学校

## 周辺
- 阿久和蟹沢公園
- 県営阿久和団地

## 交通アクセス
- 神奈川中央交通「い20」系統で、「蟹沢公園前」バス停下車後、徒歩約260m・約4分。
  - なお、「団地西」バス停の方が、学校敷地まで約85mと近いが、道路の関係（団地を横切る道路が無い）で、「蟹沢公園前」バス停からの方が近い。
- 相模鉄道いずみ野線いずみ野駅より、上述の神奈中バス「い20」系統で、「蟹沢公園前」バス停下車後、徒歩。